# Крюково (Тамбовская область)
Крюково — село в Моршанском районе Тамбовской области России. 
Административный центр Крюковского сельсовета.

## География
Расположено на реке Цна, в 6 км к югу от центра города Моршанск, и в 77 км к северу от центра Тамбова.
На севере примыкает к посёлку Пригородный.

## История
О селе содержатся сведения в писцовой книге 1676 года, составленной князем В. В. Кропоткиным: «Питерскому десятку село Крюково на реке на Цне и на речке Питерка. А в нем церковь деревянная. В том же селе Крюкове крестьянских тягловых дворов 75, бобыльских 10, солдатских 2, 3 двора пустых. Всего 90...».
Село Крюково основано в начале XVII века. Долгое время, до постройки церкви, именовалось деревней.

## Население
| 2002 | 2010  |
| ---- | ----- |
| 1451 | ↗1478 |

### Национальный состав
Согласно результатам переписи 2002 года, в национальной структуре населения русские составляли 97 % от жителей.